# 博卡病毒
博卡病毒是细小病毒科细小病毒亚科下的一个属。

## 历史
博卡病毒于20世纪60年代初首次在动物上发现。

## 基因组学
与同科的其它成员一样，博卡病毒有两个开放阅读框架 - ORF1 和 ORF2。但和细小病毒科其它成员不同的是，博卡病毒在非结构性和结构性编码区之中有第三个开放阅读框架。这个基因编码有一个高度磷酸化的非结构性蛋白质(NP1)，这一蛋白质的功能至今仍不明了。
ORF1是一个与病毒基因复制有关的非结构性蛋白质。ORF2编码两个衣壳蛋白 —— VP1和VP2。

## 症状
博卡病毒通常感染肠道和呼吸道。但其中的一些病毒也可能会通过胎盘传播，导致胎儿先天感染。